# Krokslätts fabriker

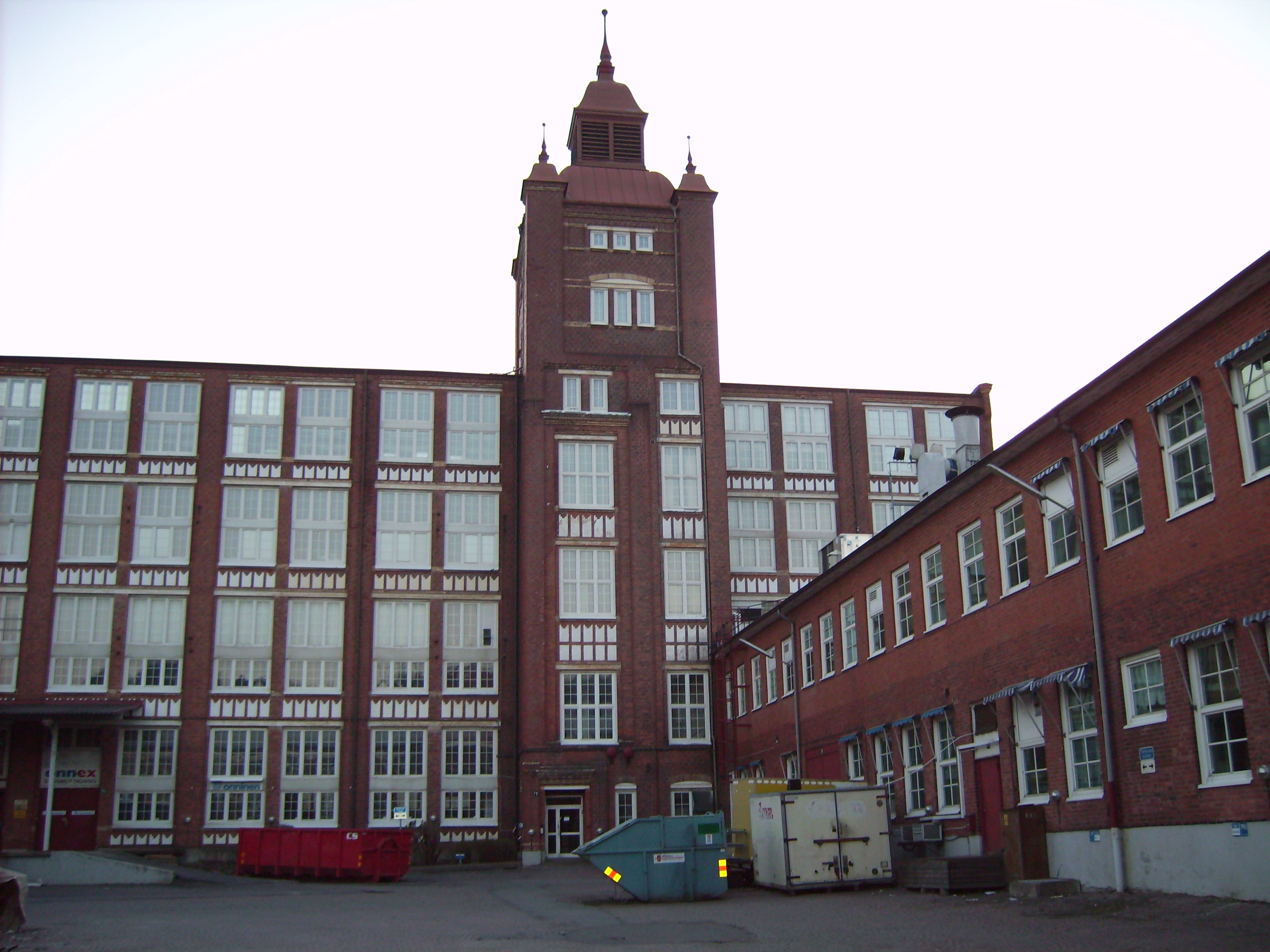
Tornbyggnaden vid Krokslätts fabriker.

Krokslätts fabriker är beläget i Krokslätt i nordvästra Mölndal strax söder om Göteborg. 
Claes Johansson förvärvade  Krokslätts fabriker 1877 och det var han och hans söner, som lät uppföra de äldre fabriksbyggnaderna 1890–1907. Det väveri, som Claes Johansson en gång köpt, ansågs emellertid otidsenligt och revs. Företaget expanderade kraftigt och omkring 1915 var det en komplett textilindustri. Efter fusionen 1930 mellan Claes Johansson & Co Väfveri AB och Mölnlycke väfveri AB fick företaget namnet Claes Johansson–Mölnlycke AB. Industrianläggningen blev byggnadsminne den 17 april 1991.

## Historik
Eftersom det var en växande marknad för färdiga textilprodukter under 1800-talets senare hälft byggdes många anläggningar för textilindustri i och omkring Göteborg. Det fuktiga klimatet ansågs särskilt lämpligt för bomullshantering. Sträckan längs Mölndalsån hade gott om processvatten, goda kommunikationer och låga markpriser i förhållande till Göteborgs centrala delar. 
Området vid nuvarande Krokslätts fabriker började byggas ut under 1870-talet. Det köptes 1877 av firman Claes Johansson (1843-1893). Firman ombildades 1893 till Claes Johansson & Co:s Väfveriaktiebolag. Företaget expanderade efter sekelskiftet och mellan 1904 och 1907 byggdes huvudkontor, några väveribyggnader och ett spinneri. År 1930 slogs bolaget ihop med Mölnlycke Väveri AB.
Efter att ha genomgått några mindre förändringar skedde en omfattande till- och ombyggnad vid mitten av 1940-talet. Bland annat byggdes spinneriet på med två våningar i söder och en förbindande byggnad uppfördes mellan spinneriet och väveriet. Textilindustrin avvecklades under slutet av 1960- och i början av 1970-talen. Under 1980-talet har fabriksanläggningen byggts om och utgör numera ett livligt företagscentrum med en mängd olika verksamheter.

## Beskrivning
Krokslätts fabriker består av ett tiotal större och mindre tegelbyggnader uppförda i 1-4 våningar. På det tidigare spinneriet finns en karaktärsfull tornbyggnad. Tornet innehöll tidigare en två meter djup bassäng med vatten, som försörjde spinneriets sprinklersystem. Arkitekturen är inspirerad av samtida — främst brittiska förebilder. Arkitekt under perioden 1890 till 1907 var Ernst Krüger. En ombyggnad utfördes 1986 av FFNS och en tillbyggnad skedde 2002 av Sweco FFNS med ett kontorshus.
Fabriksområde präglas som helhet av sekelskiftets arkitektoniska strömningar för industribyggnader med utsmyckade tegelfasader och stora spröjsade fönster. Av det äldre industriområdet på den östra sidan av Göteborgsvägen finns fortfarande en del äldre byggnader kvar, även om själva väveriet har rivits. Byggnaderna representerar en provkarta på utvecklingen av industribyggnader, från takkonstruktioner och pelare i trä till gjutjärnspelare, järnbalkar och takkonstruktioner i betong.

## Motiv för byggnadsminnesförklaring
Länsstyrelsen ansåg, att Krokslätts fabriker är välbevarade och kulturhistoriskt betydelsefulla. De speglar den stora ekonomiska betydelse som textilinustrin har haft för Göteborg. Länsstyrelsen ansåg därför, att Krokslätts fabriker är synnerligen märkliga och uppfyller de krav, som ställs för en byggnadsminnesförklaring.